# Opostega subviolacea
Opostega subviolacea is een vlinder uit de familie van de oogklepmotten (Opostegidae). De wetenschappelijke naam van de soort is voor het eerst geldig gepubliceerd in 1920 door Meyrick.